# Lijst van burgemeesters van Geldrop-Mierlo
Dit is een lijst van burgemeesters van de Nederlandse gemeente Geldrop-Mierlo in de provincie Noord-Brabant. Deze gemeente is in 2004 ontstaan door een fusie van de gemeenten Geldrop en Mierlo.
| Ambtsperiode                        | Naam burgemeester                | Partij of stroming | Bijzonderheden        |
| ----------------------------------- | -------------------------------- | ------------------ | --------------------- |
| 1 januari 2004 - 1 september 2004   | Peter (P.J.J.M.) Mangelmans      | VVD                | waarnemend            |
| 1 september 2004 - 9 januari 2015   | Rianne (M.J.D.) Donders-de Leest | CDA                |                       |
| 2 februari 2015 - 17 september 2015 | René (M.F.A.) van Diessen        | VVD                | waarnemend            |
| 17 september 2015 - 11 maart 2019   | Berry (B.H.M.) Link              | CDA                | voortijdig afgetreden |
| 8 april 2019 - 1 september 2019     | Désirée (D.H.) Schmalschläge     | GroenLinks         | waarnemend            |
| 28 november 2019 - heden            | Jos (J.C.J.) van Bree            | VVD                |                       |